# الأكاديمية الأمريكية لطب الجلد
الأكاديمية الأمريكية لطب الجلد (AAD) هي واحدة من أكبر منظمات أطباء الجلد في العالم. تأسست في عام 1938 وتمثل 19000 طبيب امراض جلدية في الولايات المتحدة وكندا وأيضا حول العالم. تمنح الأكاديمية المنح الدراسية والعضوية المنتسبة، وكذلك المنح الدراسية لغير المقيمين في الولايات المتحدة الأمريكية أو كندا. منذ عام 1979، تنشر الأكاديمية الأمريكية لطب الجلد أيضًا مجلة طبية شهرية، وهي مجلة الأكاديمية الأمريكية للأمراض الجلدية.
لكي تصبح زميلاً في الأكاديمية الأمريكية للأمراض الجلدية (FAAD)، يجب أن يكون الطبيب مقيمًا في الولايات المتحدة الأمريكية أو كندا ومعتمد من المجلس الأمريكي للأمراض الجلدية أو في الأمراض الجلدية من قبل الكلية الملكية للأطباء والجراحين في كندا.
لكي تصبح عضوا منتسبًا، يجب أن يكون لدى الطبيب ثلاث سنوات من الخبرة في الممارسة أو كمدرس أو طالب دراسات عليا في طب الأمراض الجلدية ويجب أن يكون لديه تدريب مؤهل للفحص من قبل المجلس الأمريكي للأمراض الجلدية أو الكلية الملكية للأطباء والجراحين في كندا.

## لجنة معهد سولزبيرغر
كان معهد سولزبيرغر لتعليم طب الجلدية مؤسسة منح تمول تكنولوجيا البحوث في مجال التعليم. في البداية، كان سولزبيرغرهو معهد قائم بذاته ينتمي على نحو حر إلى AAD ويحكمه مجلس أمناء مستقل. منذ عام 2005، تم إدراج سولزبيرغر داخل الأكاديمية الأمريكية لطب الجلد، وأصبح لجنة معهد سولزبيرغر من الأكاديمية الأمريكية لطب الجلد.
في كل فصل، يمنح سولزبيرجر منحة واحدة أو اثنتين من المنح للبحوث المصممة لتحسين تدريس الأمراض الجلدية من خلال تطبيقات تكنولوجية جديدة. في السنوات الأخيرة، كانت اللجنة مهتمة بشكل خاص بتمويل الأبحاث لتعزيز تقدم التعليم الطبي للخريجين في طب الأمراض الجلدية وتعليم الجراحة الجلدية. وعادة ما تكون المنح لمدة من عام إلى عامين، وتستهدف المحققين الشباب، بما في ذلك أعضاء هيئة التدريس المبتدئين والمقيمين في التدريب.

## رواتب أطباء الأمراض الجلدية
يحصل أطباء الجلد في الولايات المتحدة على ثالث أعلى دخل سنوي بين الأطباء يبلغ 381000 دولار في السنة. كانت تصدر فقط من قبل أطباء القلب في 410,000 $ في السنة، وجراحة العظام في 443000 $ في السنة. ازداد دخل طبيب الأمراض الجلدية 11 ٪ من عام 2015، رابع أعلى بين جميع الأطباء. تجاوز الدخل السنوي لأطباء الجلد الذكور نظرائهم من الإناث بمقدار 73000 دولار. بالنسبة لدخلهم، قضى معظم أطباء الجلدية الذكور (39٪) أكثر من 12 دقيقة في المتوسط مع كل مريض. قضى المزيد من أطباء الأمراض الجلدية (48٪) أكثر من 12 دقيقة لكل مريض.

## تعويض ممارسات الأمراض الجلدية
ارتفع دخل طبيب الأمراض الجلدية إلى المرتبة الرابعة من بين جميع التخصصات بحلول عام 2012، حيث بلغ متوسطه أكثر من 380 ألف دولار سنوياً، على الرغم من أن عبء عمل أطباء الأمراض الجلدية هو من بين أخف أنواع التخصصات. ويرجع ذلك أساسا إلى قدرة أطباء الجلد على إدارة عدة تيارات من الإيرادات إلى ممارساتهم - مستحضرات التجميل الجلدية وجراحة الجلد، على سبيل المثال. إن الأمراض الجلدية التجميلية هي 100٪ مدفوعة الأجر ومربحة للغاية في الأسواق الأكبر مثل مدينة نيويورك ولوس أنجلوس، ولكنها لا تشكل سوى 10٪ من عائدات الأمراض الجلدية. كما أنها تستند إلى قوة الاقتصاد.
جراحة الجلد هي حيث يجد معظم أطباء الجلد دخلهم. على سبيل المثال، أصبح إجراء عملية موس في ممارسات الأمراض الجلدية في الولايات المتحدة. ووفقًا لإحصاءات الصناعة، يدفع المستشفى في المتوسط جراحي مويز عملية جراحية تبلغ 586 ألف دولار، وهو ما يفوق جراح القلب والأوعية الدموية.
عادة ما تكلف إجراءات Mohs ثلثي أكثر من الاستئصال العادي.
للتحقق من النمو غير المقيد لإجراءات عملية موس، في عام 2012، أصدرت الأكاديمية الأمريكية للأمراض الجلدية إرشادات «ملاءمة» حول متى يجب تطبيق هذه التقنية. بي ام. شارك كولديرون، العضو المنتدب، الرئيس السابق للأكاديمية الأمريكية للأمراض الجلدية، بالاشتراك في دراسة حول الاستخدام الكلي لإجراءات موس من قبل الدولة. اكتشف أن هناك تقلبات كبيرة في عدد الإجراءات التي أجريت. وزعم أن أحد الأطباء الذين خضعوا للدراسة قاموا بأداء 2400 عملية جراحية وتم تعويضهم خلال عام واحد. وخلص إلى أن هناك بعض السلوك المشكوك فيه بين الجراحين الجلدية.
وتعتمد تسديدات الرعاية الطبية على خوارزمية معقدة تُظهر متوسط الوقت والمهارة اللازمين لإجراء معين، يتم تعديلها من خلال معدلات سوء الممارسة الخاصة بالممارسات. من الأسهل بكثير تحديد الوقت والمهارة للإجراءات الفردية مقارنة بعمليات إدارة المريض المعقدة. ثم يتم التفاوض على الأسعار من قبل لجنة تحديث مقياس القيمة النسبية التابع للجمعية الطبية الأمريكية، وهي مجموعة مؤلفة من 26 متخصصًا يحددوا الأسعار التي سيدفعها برنامج الرعاية الطبية. وتستخدم هذه الأسعار كمقاييس من قبل شركات التأمين الأخرى، التي تستخدمها كأساس الدفع الخاص بها.
وضع الرعاية الطبية إجراء موس على قائمة الإجراءات التي يحتمل أن تكون مضللة في عام 2011، وقد غمرتها شكاوى من أطباء الأمراض الجلدية. لجنة AMA تحديث ثم إعلان قيمة موس. نجحت الأكاديمية الأمريكية لرابطة الأمراض الجلدية (PAC) في الضغط من أجل حماية جراحة موس.

## لجنة العمل السياسي
تبرعت لجنة العمل السياسي للأكاديمية الأمريكية للأمراض الجلدية (SKINPAC) بحوالي 1.3 مليون دولار أمريكي لكل من الباحثين عن الحزب الديمقراطي والجمهوري خلال الدورة الانتخابية لعام 2016. جمع الأكاديمية الأمريكية لرابطة علماء الأمراض السياسية أكثر من 1.4 مليون دولار من 1700 مانح، الذين قدموا أكثر من 200 دولار لكل منهم، مع 49 مانحين، معظمهم من أطباء الجلد، مما يجعل الحد الأقصى للتبرع المسموح به بموجب القانون، 5000 دولار لكل منهم.
325,000 دولار للديمقراطيين من المنزل
390,500 دولار إلى الجمهوريين مجلس النواب
32,500 دولار للديمقراطيين في مجلس الشيوخ
120,00 إلى جمهوريّة مجلس الشيوخ
182,500 دولار إلى الأكاديمية الأمريكية لرابطة علماء الأمراض السياسية الديمقراطية
239,000 إلى الأكاديمية الأمريكية لرابطة علماء الأمراض السياسية الجمهورية.
انخفضت التبرعات في دورة عام 2016 انخفاضا طفيفًا بنسبة (6.6 ٪) من دورة 2014. أنفقت الأكاديمية الأمريكية لرابطة علماء الأمراض السياسية
29900 $ إضافية مع مجموعة مامين، وهي وكالة بريد مباشر مقرها العاصمة و 28800 دولار مع شركة بريفيل استراتيجي، وهي شركة استشارات سياسية وشؤون عامة.

## روابط خارجية
- https://www.aad.org/